# Listă de comitate ale Ungariei a căror guvernare a fost revendicată de către Consiliul Național Român Central

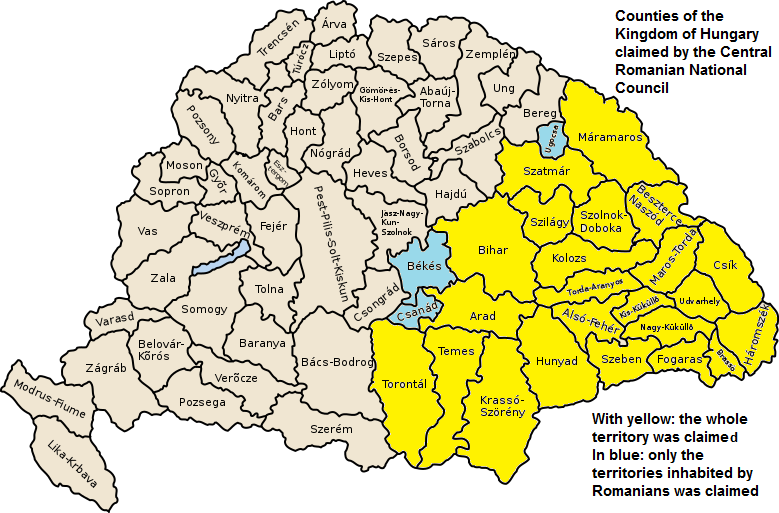
Comitatele Ungariei al căror imperium a fost revendicat de către Consiliul Național Român Central

Aceasta este o listă de comitate ale Ungariei aparținând structurilor administrativ-teritoriale din Transilvania, a căror guvernare a fost pretinsă de către Consiliul Național Român Central prin nota diplomatică trimisă la 10 noiembrie 1918, guvernului maghiar.
Acastă notă redactată de Vasile Goldiș a solicitat să i se transmită consiliului până la 12 noiembrie 1918 la ora 18, autoritatea politică, administrativă și militară asupra celor 23 de comitate din Transilvania și a părților românești din comitatele Bichiș, Cenad și Ugocea.
- Comitatul Alba Inferioară
- Comitatul Arad
- Comitatul Bichiș - părțile locuite de români
- Comitatul Bihor
- Comitatul Bistrița-Năsăud
- Comitatul Brașov
- Comitatul Caraș-Severin
- Comitatul Cenad - părțile locuite de români
- Comitatul Ciuc
- Comitatul Cluj
- Comitatul Făgăraș
- Comitatul Hunedoara
- Comitatul Maramureș
- Comitatul Mureș-Turda
- Comitatul Odorhei
- Comitatul Sălaj
- Comitatul Sătmar
- Comitatul Sibiu
- Comitatul Solnoc-Dăbâca
- Comitatul Timiș
- Comitatul Târnava Mare
- Comitatul Târnava Mică
- Comitatul Torontal
- Comitatul Trei Scaune
- Comitatul Turda-Arieș
- Comitatul Ugocea - părțile locuite de români